# Bristol City F.C.
Bristol City Fotbal Club este un club de fotbal (cunoscut și sub denumirea The Robins) din orașul Bristol, Anglia. Clubul a fost fondat în anul 1894, atunci când Bristol South End a devenit echipă profesionistă și și-a schimbat denumirea în Bristol City.
Marea rivală este a lor este Bristol Rovers, care încă nu a ajuns la performanțele pe care le-au avut The Robins. Alte rivale mai sunt Cardiff City sau Plymouth Argyle.
Golgheterul all-time al lui Bristol City este John Atyeo, care a marcat nu mai puțin de 351 de goluri în 15 ani jucați la City.

## Istoria The Robins

### Primii ani ai echipei
Clubul a fost înființat în anul 1894, atunci când Bristol South End și-a schimbat denumirea în Bristol City, și a devenit o echipă profesionistă. Clubul Bristol City a fost înscris în Football League în 1901, unde a jucat primul meci pe 7 septembrie 1901, contra celor de la Blackpool pe stadionul Bloomfield Road. 
Prima apariție în prima divizie a fost cea din 1906, după ce au reușit să câștige  Second Division, cum se numea atunci. De la această promovare au rămas cu pseudonimul "Bristol Babies", pentru aproximativ 30 de ani. Au reușit să termine pe locul doi în prima ligă, după Newcastle în Prima Divizie, iar peste 3 ani au ajuns în finala  Cupei Angliei, care s-a jucat pe stadionul Crystal Palace Sports Centre, dar pe care au pierdut-o în fața celor de la Manchester United. 
Din păcate Bristol City au "căzut" din nou în al doilea eșalon, și nu au mai reușit performanțele care le-au avut în sezoanele de debut în prima divizie. Ba chiar mai mult, nereușind să mai promoveze pentru următorii 65 de ani.

### Înapoi în primele divizii (o nouă eră a clubului 1966-1979)
Din 1967 Alan Dicks a devenit managerul echipei, și ușor, ușor performanțele au început să apară, și până la urmă au reușit accederea în prima divizie din nou (1976).
Bristol City a reușit un loc 13 în anul 1979, și au avut nume importante pentru ei atunci precum Geoff Merrick, Tom Ritchie, Clive Whitehead, Gerry Gow, Trevor Tainton și Jimmy Mann.

### 1980-1982, probleme financiare
În 1980 Bristol City a retrogradat din nou în cea de-a doua divizie. În acest timp Bristol City a avut trei retogradări consecutive, fiind prima echipă care reușește această performanță negativă.Clubul a declarat faliment în 1982, dar o nouă companie BCFC (1982) Ltd au reușit să pună imediat clubul pe picioare, și prin plecarea unor jucători care aveau salarii mari(Julian Marshall, Chris Garland, Jimmy Mann, Peter Aitken, Geoff Merrick, David Rodgers, Gerry Sweeney și Trevor Tainton).

### Ieșirea din problemele financiare
City a jucat doi ani în ce-a de-a patra divizie, până a reușit să câștige promovarea în 1984. Restul anilor City a jucat în divizia a treia.

### Din nou în divizia secundă
În 1990 a reușit revenirea în divizia secundă, după ce au ieșit campioni în cea de-a treia. În anii 90' pe la Bristol City au trecut nume care au devenit consacrate după câțiva ani, cum ar fi Denis Smith sau jucătorul venit de la Arsenal, un jucător de doar 20 de ani atacantul Andy Cole, care după ce a jucat la Bristol City a făcut pasul spre Premier League, și anume la Newcastle United. A câștigat patru titluri cu Manchester United, a cucerit European Cup și două FA Cup. Între anii 1995-2000 Bristol City a avut promovări și retrogradări în și din ce-a de-a doua divizie.

### Anii 2000-2004 la cârma lui Danny Wilson
Bristol City a pierdut în 2002 locul 2, și promovarea directă în Championship la doar 4 puncte. În 2003 City a câștigat LDV Vans trophy, un meci jucat pe stadionul din Cardiff. În sezonul 2003/2004 a fost doar la 2 puncte de promovarea directă în Championship, iar în 2004/2005 la doar un punct de playoff-ul pentru promovare.

### Era Gary Johnson

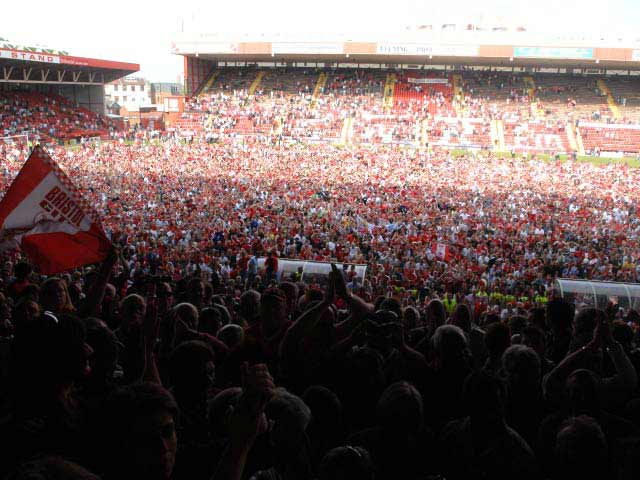
Bucuria de pe Ashton Gate după revenirea in Championship

Septembrie 2005 Gary Johnson a devenit managerul echipei, și a reușit promovarea în Championship (sezonul 2006/2007). În primul sezon de Championship după aproape 10 ani, Bristol City a stat, o bună bucată de timp pe primul loc. City a scăpat printre mâini primele 2 poziții, datorită finalului slab de campionat, cinci meciuri și doar o victorie în ulimele cinci etape. A terminat până la urmă pe locul 4, și a eliminat-o pe Crystal Palace în semifinale cu scorul general de 4-2 (2-1, 2-1 retur). În finala de pe Wembley Bristol City care a dominat o mare parte din meci, a fost "executată" de veteranul Windass scor Bristol City 0-1 Hull City.
În sezonul 2008/09 City a început bine în primele patru etape fiind în primele trei echipe, cu două victorii și două egaluri, dar un final de tur și un început de retur slab i-a dus pe locul 14. Printr-un șir impresionant de victorii consecutive, City a reușit să ajungă pe cinci (loc pentru playoff), dar printr-un final slab a încheiat pe locul 10.
În ultimul sezon al lui Gary Johnson la cârma echipei, echipa a avut probleme după un început bun.Echipa a avut probleme mari pe finalurile meciurilor, atunci când a fost egalată sau înfrântă de nenumărate ori.Gary Johnson și-a prezentat demisia după o înfrângere în fața celor de la Blackpool cu 2-0.Keith Millen l-a înlocuit până la final, și în acest timp echipa a urcat de pe locurile 18,19 până pe poziția a 10-a.

### Schimbarea Coppell
În aprilie 2010 Steve Coppell, fostul antrenor care a făcut o treabă excelentă la Reading F.C. a acceptat oferta clubului.
Steve Coppell a renunțat la mai mulți jucători, și a declarat tot timpul că echipa are nevoie de mai mulți jucători pentru a putea să pună bazele unei echipe cât mai competitive.

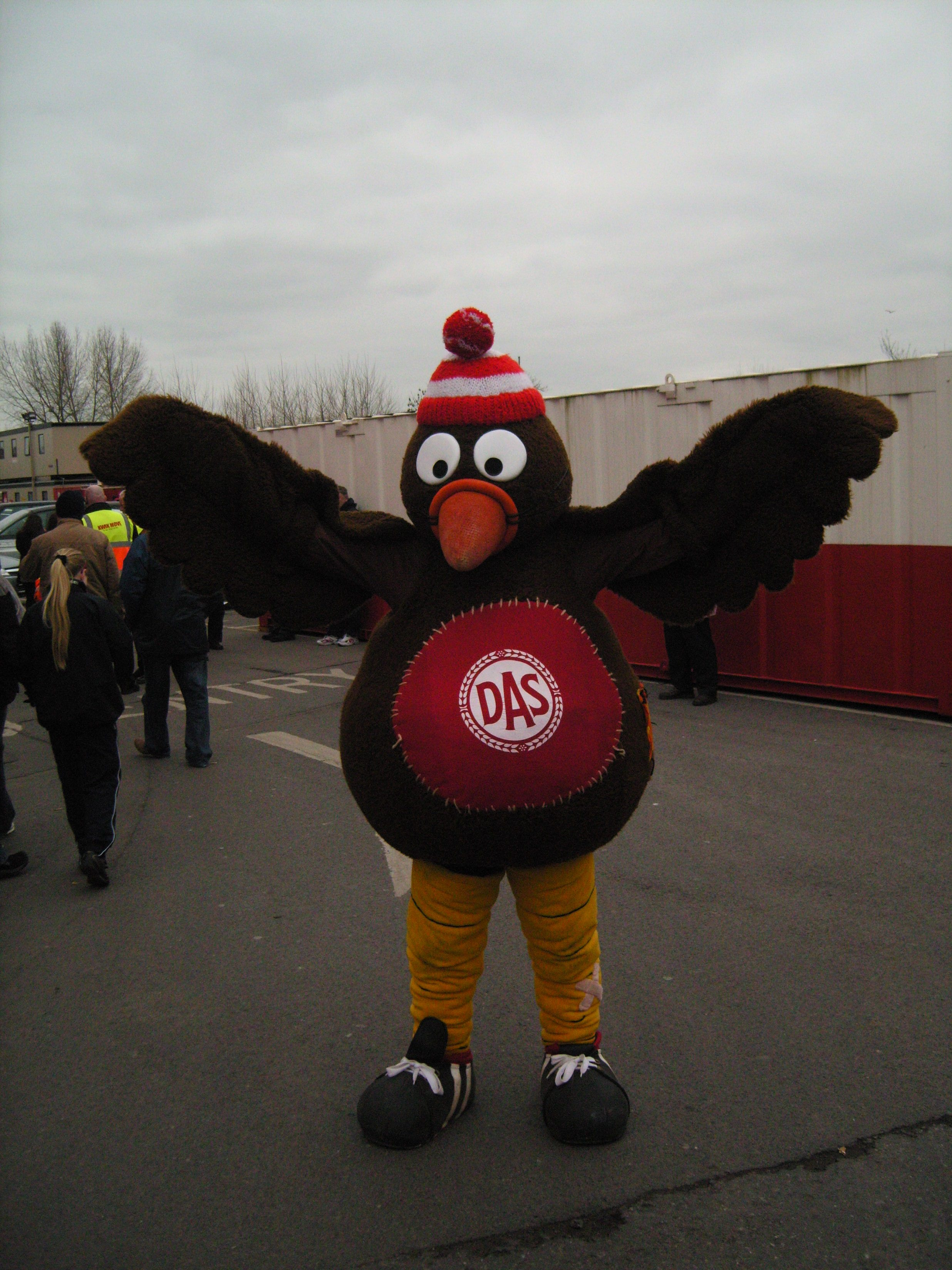
Scrumpy, mascota echipei

## Lotul actual
Actualizat la 18 iunie 2017'
| Nr. |                   | Poziție | Jucător                    |
| --- | ----------------- | ------- | -------------------------- |
| 1   | Anglia            | P       | Frank Fielding             |
| 3   | Anglia            | M       | Joe Bryan                  |
| 4   | Anglia            | F       | Aden Flint                 |
| 6   | Anglia            | M       | Gary O'Neil                |
| 7   | Anglia            | M       | Korey Smith (Vice-captain) |
| 8   | Anglia            | M       | Josh Brownhill             |
| 10  | Anglia            | A       | Lee Tomlin                 |
| 11  | Republica Irlanda | M       | Callum O'Dowda             |
| 12  | Anglia            | A       | Matty Taylor               |
| 13  | Anglia            | F       | Scott Golbourne            |
| 14  | Anglia            | M       | Bobby Reid                 |
| 17  | Anglia            | F       | Taylor Moore               |
| 18  | Anglia            | A       | Aaron Wilbraham (Captain)  |

| Nr. |                       | Poziție | Jucător                   |
| --- | --------------------- | ------- | ------------------------- |
| 19  | Camerun               | A       | Paul Garita               |
| 20  | Anglia                | A       | Jamie Paterson            |
| 21  | Anglia                | M       | Marlon Pack               |
| 22  | Bosnia și Herțegovina | A       | Milan Đurić               |
| 23  | Islanda               | F       | Hörður Björgvin Magnússon |
| 24  | Anglia                | P       | Max O'Leary               |
| 25  | Anglia                | F       | Lloyd Kelly               |
| 26  | Anglia                | F       | Zak Vyner                 |
| 28  | Anglia                | A       | Shawn McCoulsky           |
| 29  | Austria               | P       | Ivan Lučić                |
| 30  | Italia                | A       | Diego De Girolamo         |
| 31  | Germania              | M       | Jens Hegeler              |
| 42  | Australia             | F       | Bailey Wright             |

## Stadion
Stadionul pe care joacă Bristol City se numește Ashton Gate și are un total de 21,497 locuri. Însă Bristol City va avea un nou stadion, cu o capacitate totală de 30,000 locuri, dar cum orașul Bristol a fost ales să găzduiască meciuri de la Campionatul Mondial de Fotbal 2014 și Campionatul Mondial de Fotbal 2018  în caz că Anglia va găzdui această competiție, ceea ce este foarte probabil, noul stadion care va fi gata pentru sezonul 2012/2013 va avea capacitatea de 42,000 de locuri.

## Palmares
| Campionatele Naționale | Cupele Naționale |
| - Premier League (0) : - Vice-campioni : 1907. - EFL Championship (1) : - Campioni : 1906. - Vice-campioni : 1976. - Play-off : 2008. - Football League One (4) : - Campioni : 1923, 1927, 1955, 2015. - Vice-campioni : 1965, 1990, 1998, 2007. - Play-off : 1988, 1997, 2003, 2004. | - Cupa Angliei (0) : - Finalistă : 1909. - Semifinale : 1920. - Cupa Ligii Angliei (0) : - Semifinale : 1971, 1989, 2018. - EFL Trophy (3) : - Câștigători : 1986, 2003, 2015. - Finalistă : 1987, 2000. - Cupa Țării Galilor (1) : - Câștigători : 1934. - Cupa Anglo-Scoțiană (1) : - Câștigători : 1978 - Finalistă : 1980. |

## Play-off
| 2008 | Bristol City | 0 - 1 | Hull City |

| 1988 | Bristol City | 3 - 3 | Walsall  |
| 2004 | Bristol City | 0 - 1 | Brighton |

| 2008 | Bristol City | 4 - 2 | Crystal Palace |

| 1988 | Bristol City | 2 - 1 | Sheffield United |
| 1997 | Bristol City | 2 - 4 | Brentford        |
| 2003 | Bristol City | 0 - 1 | Cardiff          |
| 2004 | Bristol City | 3 - 2 | Hartlepool⁠(d)    |

## Recorduri
- Cea mai mare victorie în campionat — 9–0 v. Aldershot F.C. (28 decembrie 1946)
- Cea mai mare victorie în Cupa Angliei — 11–0 v. Chichester City (5 noiembrie 1960)
- Cea mai mare înfrângere în campionat — 0–9 v. Coventry City F.C. (28 aprilie 1934)
- Cei mai mulți suporteri — 43,335 v. Preston North End (16 februarie 1935)
- Cei mai mulți suporteri (pe orice stadion) — 86,703 v. Hull City Championship Play-Off Finala – Wembley Stadium – (24 mai 2008)
- Cele mai multe apariții — 597, John Atyeo (1951–66)
- Cele mai multe goluri marcate — 314, John Atyeo (1951–66)
- Cele mai multe goluri marcate într-un sezon — 36, Don Clark (1946–47)
- Cea mai mare sumă plătită pe un jucător — £2.25 milioane echipei Crewe Alexandra pentru Nicky Maynard (Julie 2008)
- Cea mai mare sumă primită pe un jucător — £3.5 milioane de la Wolverhampton Wanderers pentru Ade Akinbiyi (Iulie 1999)
- Cele mai multe victorii consecutive — 14; 9 septembrie 1905 – 2 decembrie 1905

#### Cele mai multe apariții
| #  | Nume           | Carieră                     | Apariții |
| -- | -------------- | --------------------------- | -------- |
| 1  | John Atyeo     | 1951 - 1966                 | 645      |
| 2  | Trevor Tainton | 1967 - 1982                 | 581      |
| 3  | Louis Carey    | 1995 - 2004; 2005 - present | 565      |
| 4  | Brian Tinnion  | 1993 - 2005                 | 551      |
| 5  | Tom Ritchie    | 1972 - 1981; 1983 - 1985    | 504      |
| 6  | Gerry Sweeney  | 1971 - 1981                 | 490      |
| 7  | Rob Newman     | 1981 - 1991                 | 483      |
| 8  | Gerry Gow      | 1969 - 1981                 | 445      |
| 9  | Geoff Merrick  | 1967 - 1982                 | 433      |
| 10 | Scott Murray   | 1997 - 2003; 2004 - 2009    | 427      |